# DM EP
DM è il sesto EP del rapper italiano Nerone, pubblicato il 30 aprile 2020 in collaborazione con il rapper e produttore discografico Warez.

## Tracce
1. DM (feat. G. NANO) (prod. Synthetic Beats) – 2:39
2. Foschi al zzoca – 2:42
3. Swipe (prod. Biggie Paul) – 2:15
4. Give me the watch – 2:05
5. Non ho chiesto (feat. Hysterism, Swan) – 2:49
6. Tnfg, pt. 2 (feat. Sick Budd) – 3:40